# Paysandú Bella Vista
Pour les articles homonymes, voir Bella Vista.
Le Club Atlético Paysandú Bella Vista est un club de football uruguayen basé à Paysandú.

## Historique
- 1939 : fondation du club